# Virginia Bruce
Virginia Bruce (Minneapolis, Minnesota, 29 de setembro de 1910 – Los Angeles, Califórnia, 24 de fevereiro de 1982) foi uma atriz norte-americana, popular nas décadas de 1930 e 1940.

## Vida e carreira
Virginia mudou-se com a família para Fargo, Dakota do Norte, quando tinha um ano de idade. Ali cresceu, estudou piano, aprimorou-se no jogo de tênis e até aprendeu a lutar boxe. O pai era corretor de seguros e quando a atividade começou a dar para trás, mudaram-se novamente, desta vez para Hollywood.
Descoberta pelo diretor William Beaudine, Virginia estreou no cinema em  Fugitives, de 1929, fazendo um pequeno papel não creditado. Continuou a fazer pontas em inúmeros filmes da 20th Century-Fox, Paramount e Metro, até estrelar Madame e Seu Chofer (Downstairs, 1932) ao lado de John Gilbert, com quem se casou e que lhe deu uma filha. A essa altura, Gilbert, grande astro do cinema mudo, estava em franco declínio por não se adaptar aos novos tempos, o que foi o principal motivo do divórcio em Maio de 1934. Gilbert faleceria de enfarte poucos meses depois. Enquanto isso, a carreira de Virginia foi se consolidando em filmes como A Noiva do Céu (Sky Bride) e Congo (Kongo), ambos também de 1932. Em 1934, estrelou Jane Eyre (Jane Eyre) para a Republic Pictures, o que lhe valeu muitos elogios da crítica.
A sucessão de êxitos continuou, principalmente em filmes da Metro, como Nasci Para Dançar (Born to Dance, 1936), ao lado de Eleanor Powell e James Stewart e Ziegfeld, O Criador de Estrelas (The Great Ziegfeld, 1936), com William Powell e Myrna Loy. Em 1937, casou-se com o diretor J. Walter Ruben, com quem teve um filho. A união chegou a um fim súbito quando Ruben faleceu repentinamente em 1942, também de problemas cardíacos. Abatida com essa nova tragédia, Virginia somente retornou às telas dois anos depois, na comédia musical Brasil (Brazil, 1944).
Em 1948 voltou a fazer sucesso, desta vez ao lado de Edward G. Robinson, em A Noite Tem Mil Olhos (Night Has a Thousand Eyes). A essa altura já estava casada com o milionário turco Ali Ipar. Em 1951, divorciou-se deste por um motivo prosaico: ele fora convocado para servir o exército de seu país, que proibia que oficiais fossem casados com estrangeiras. Quando ele se desincompatibilizou, casaram-se novamente e permaneceram juntos até 1964, quando se divorciaram. Por essa época, Virginia já se dedicava mais à televisão, onde apareceu em várias séries: Lux Theater, Science-Fiction Theater, Letter to Loretta, Studio 57 etc. Despediu-se do cinema em 1960 como a mãe de Kim Novak em O Nono Mandamento (Strangers When We Meet), que ainda tinha Kirk Douglas e Walter Matthau no elenco.
Na década de 1970, sua saúde sofreu diversos abalos, ocasionados por problemas emocionais e alcoolismo. Faleceu de câncer, aos setenta e um anos de idade, no Motion Picture Country Home Hospital, que fica nas Woodland Hills (Los Angeles).

## Filmografia
Todos os títulos em português referem-se a exibições no Brasil. Estão listados somente os filmes em que a atriz recebeu créditos.
- 1929 Armadilha de Mulher (Woman Trap)
- 1930 Quero Ser Feliz (Lilies of the Field)
- 1930 Amor Audaz (Slightly Scarlet)
- 1930 Only the Brave
- 1930 Águias Modernas (Young Eagles)
- 1930 Paramount em Grande Gala (Paramount on Parade)
- 1930 Safety in Numbers
- 1932 O Homem Miraculoso (The Miracle Man)
- 1932 A Noiva do Céu (Sky Bride)
- 1932 Tudo ou Nada (Winner Take All)
- 1932 Madame e Seu Chofer (Downstairs)
- 1932 Congo (Kongo)
- 1932 A Scarlet Week-End
- 1934 Jane Eyre (Jane Eyre)
- 1934 Esquina Perigosa (Dangerous Corner)
- 1934 O Rei do Blefe (The Mighty Barnum)
- 1935 Especialista em Amor (Society Doctor)
- 1935 Sombra de Dúvida (Shadow of Doubt)
- 1935 Lobos de Nova York (Times Square Lady)
- 1935 A Desforra de uma Nação (Let'em Have It)
- 1935 Flerte (Escapade)
- 1935 Entre a Honra e a Lei (The Murder Man)
- 1935 Here Comes the Band
- 1935  Metropolitan (Metropolitan)
- 1936 Astúcia de um Criminoso (The Garden Muder Case)
- 1936 Ziegfeld, O Criador de Estrelas (The Great Ziegfeld)
- 1936 Nasci Para Dançar (Born to Dance)
- 1937 Quando o Amor É Jovem (When Love Is Young)
- 1937 Chuva de Corações (Women of Glamour)
- 1937 Entre Duas Mulheres (Between Two Women)
- 1937 Esposa, Médico e Enfermeira (Wife, Doctor and Nurse)
- 1937 Almas Bravias (The Bad Man of Brimstone)
- 1938 A Volta de Arsène Lupin (Arsène Lupin Returns)
- 1938 Que Marido, Que Mulher! (The First Hundred Years)
- 1938 Cinco Heróis (Yellow Jack)
- 1938 Mulher Contra Mulher (Woman Against Woman)
- 1938 Aí Vai Meu Coração (There Goes My Heart)
- 1938 Segura Esta Mulher (There's That Woman Again)
- 1939 O Trovador da Liberdade (Let Freedom Ring)
- 1939 O Mistério do Terraço (Society Lawyer)
- 1939 Acuso Minha Mulher (Stronger Than Desire)
- 1940 Flight Angels
- 1940 O Homem Que Falou Demais (The Man Who Talked Too Much)
- 1940 Esposa Emprestada (Hired Wife)
- 1940 A Mulher Invisível (The Invisible Woman)
- 1941 Mocidade de Brio (Adventure in Washington)
- 1942 Oh, Que Bebê! (Butch Minds the Baby)
- 1942 Dois Caraduras de Sorte (Pardon My Sarong)
- 1942 A Lei dos Abnegados (Careful, Soft Shoulders)
- 1944 Brasil (Brazil)
- 1944 Damasco (Action in Arabia)
- 1945 Caprichos de Roberta (Love, Honor and Goodbye
- 1948 A Noite Tem Mil Olhos (Night Has a Thousand Eyes)
- 1949 State Department: File 649
- 1954 Salgin
- 1955 Reluctant Bride
- 1960 O Nono Mandamento (Strangers When We Meet)